# 凌蕙蕙
凌蕙蕙（1962年11月3日—），台北人，籍貫江蘇省江都縣。民國77年獲得中華民國小姐第一名。

## 簡歷
早年畢業於華岡藝校國劇科畢業。
1988年，她當選中國小姐第一名及「最佳機智小姐」，同年當選國際佳樂小姐（Miss WonderLand）第五名。
2017年6月，畢業於國立臺灣戲曲學院劇場藝術學系。
2017年，她以優異成績考取國立臺灣師範大學研究所，攻讀美術學系美術創作碩士班國畫組，並在2020年6月11日畢業，榮獲碩士學位。

## 各項才藝
她曾學習國畫、西畫、古箏等才藝，在2008年時自創「炫彩畫」。

## 外部連結
- 凌蕙蕙的Facebook專頁